# 1939년 뉴욕 영화 비평가 협회상
제5회 뉴욕 영화 비평가 협회상은 1939년 영화를 대상으로 하는 시상식이다.

## 수상 및 후보

### 작품상
- 폭풍의 언덕

### 감독상
- 역마차 - 존 포드 수상

### 여우주연상
- 바람과 함께 사라지다 - 비비안 리 수상

### 남우주연상
- 스미스 워싱톤에 가다 - 제임스 스튜어트 수상

### 외국영화상
- Ernte